# Scaphytopius arcuatus
Scaphytopius arcuatus är en insektsart som beskrevs av Delong 1944. Scaphytopius arcuatus ingår i släktet Scaphytopius och familjen dvärgstritar. Inga underarter finns listade i Catalogue of Life.